# 계촌 클래식 축제
계촌 클래식 축제는 현대차 정몽구 재단이 추죄하고, 한국예술종합학교가 주관하며, 강원특별자치도 평창군이 함께하는 평창 계촌마을에서 매년 열리는 클래식 음악 축제이다.
2013년도부터 활동을 해 온 계촌초·중학교 학생들이 현악 중심의 계촌 별빛 오케스트라로 직접 무대에 오르며, 국내·외의 클래식 아티스트들의 함께 참여한다. 2015년 계촌 클래식 마을로 선정된 후, '계촌 클래식 축제위원회'를 조직하고 마을 주민들까지 협력하여 다양한 예술교육 프로그램도 함께 운영하고 있다

## 2023년
2023년 9회째를 맞이한 계촌 클래식 축제는 세계적인 지휘자 피에타리 잉키넨이 이끄는 KBS 교향악단, 2007년 퀸 엘리자베스콩쿠르 우승자 피아니스트 안나 비니츠카야, 제63회 부조니 콩쿠르 우승자 피아니스트 박재홍, 스페인 마리아 카날스 콩쿠르 우승자 피아니스트 조재혁 등이 출연했다.

## 2024년
2024년 10회째를 맞이한 계촌 클래식 축제는 5월 31일(금)~6월 2일(일) 열린다.
* 별빛콘서트
백건우, 이진상, 조성진, 계촌별빛오케스트라, 크누아심포니오케스트라 정치용, 경기필하모닉 오케스트라 김선욱
*파크 콘서트
사무엘 윤 with 박소영, 온드림 앙상블 with 이예린, 주연선
*미드나잇 콘서트
(재즈라는 이름의 세가지 대화)
더티 블랜드, 김수유&이지호 듀오, 이선지 트리오

## 2025년
2025년 6월 6일(금)부터 6월 8일(일)까지 제11회 계촌 클래식 축제가 열린다.
- 별빛콘서트

계촌별빛오케스트라, 국립합창단(지휘: 민인기), 소프라노 홍혜란, 바이올리니스트 임지영, 크누아 심포니 오케스트라(지휘: 정치용), 피아니스트 김태형, 마스터즈 온 첼로(첼리스트 이원해, 조형준, 박성현, 박유신) 
- 파크 콘서트

해금 연주자 천지윤, 재즈 피아니스트 허대욱, 더하모닉스(하모니시스트 박종성, 클래식 색소포니스트 브랜든 최)
- 미드나잇 콘서트

재즈 보컬리스트 나윤선, 피아니스트 보얀 지

## 기타
2022년 8회에 참가했던 미국 반 클라이번 국제 피아노 콩쿠르 최연소 우승자 피아니스트 임윤찬도 2020년에 선발된 '현대차 정몽구 스칼러십' 장학생이다.